# Abdij van Göttweig
De abdij van Göttweig (Stift Göttweig) is een benedictijner abdij ten zuiden van de Oostenrijkse stad Krems an der Donau. Ze is UNESCO beschermd. De huidige 65e abt is Columban Luser, OSB
De ligging van de barokke abdij is hoog boven de Donau, op een heuvel. In de 16de eeuw kampte de abdij met chronische leegstand. Dankzij ingrijpen van de abt van Melk, kon het monastieke leven zich hervatten.

## Architectuur
In 1718 brandde abdij af, en werd herbouwd in opdracht van abt Gottfried Bessel (1714-1749). Hiervoor werd beroep gedaan op de befaamde architect Johann Lukas von Hildebrandt. Zijn plannen werden gedeeltelijke uitgevoerd. De conventsgebouwen hebben nog steeds een roostervorm. De kerk is zeer rijk aangekleed, met fraai stucwerk en fresco's.
In een van de vleugels bevinden zich de Keizerlijke vertrekken, met de beroemde fresco Apotheose van Keizer Karel VI. De Abdijbibliotheek telt ruim 140.000 boeken.

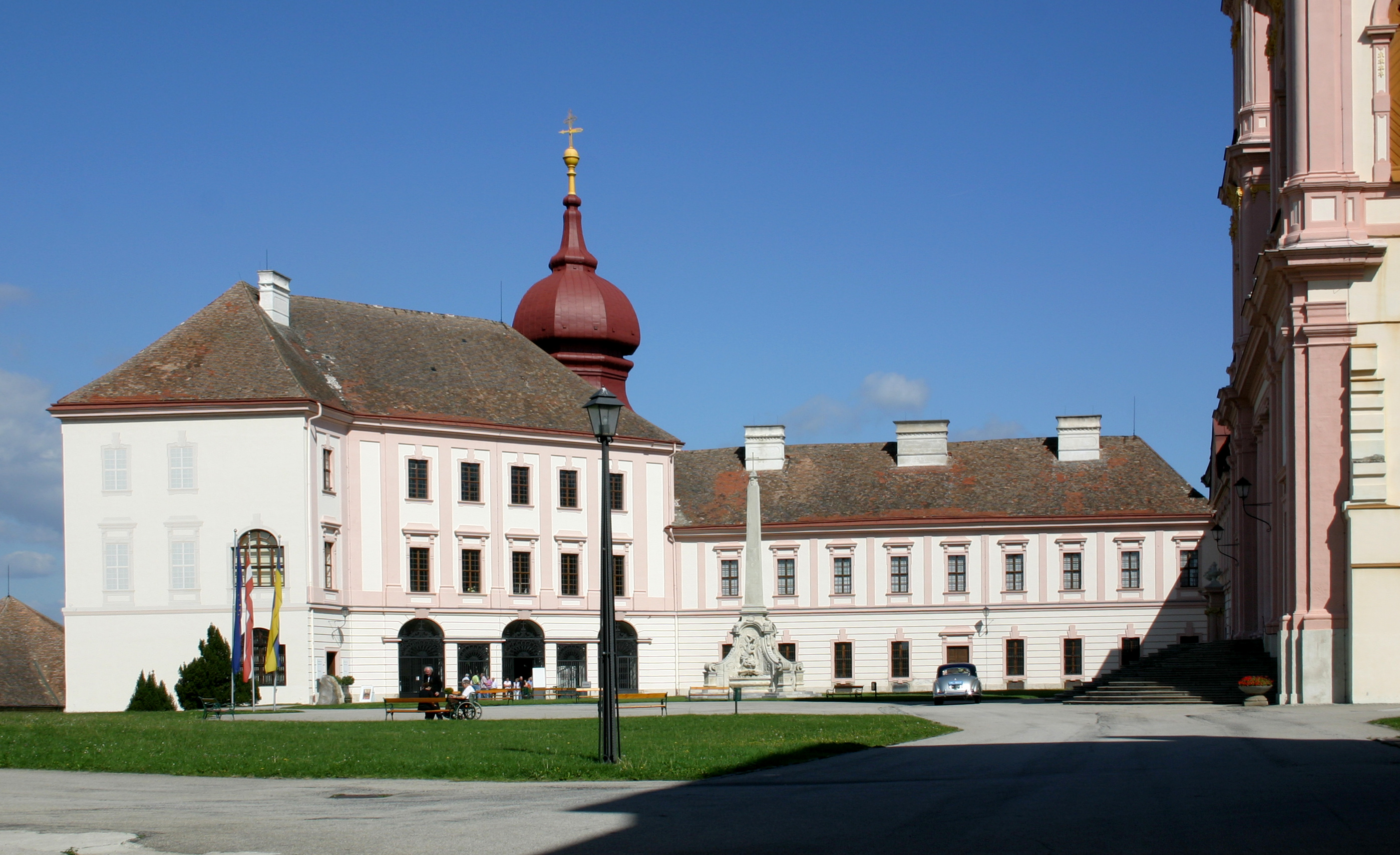
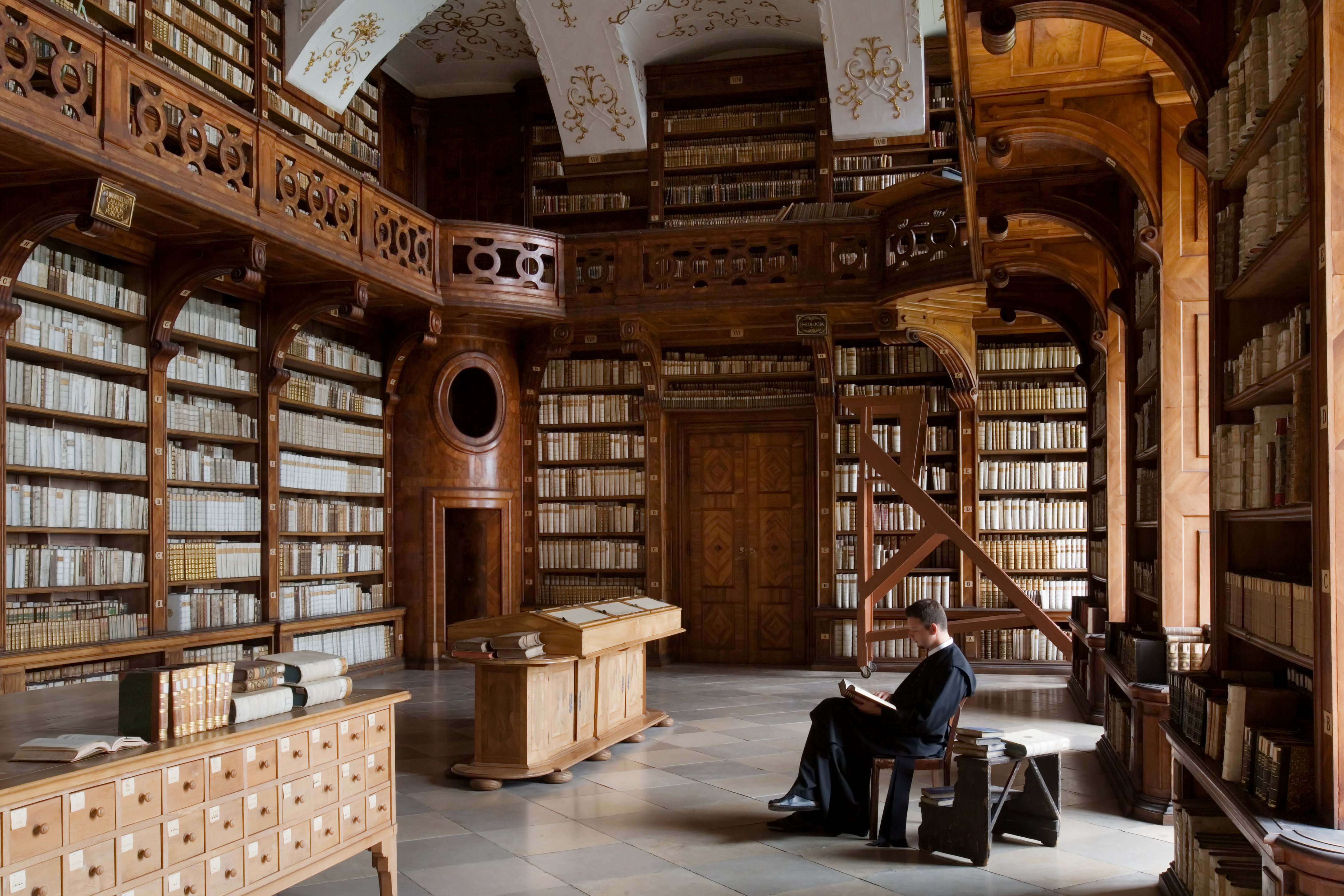
Bibliotheek
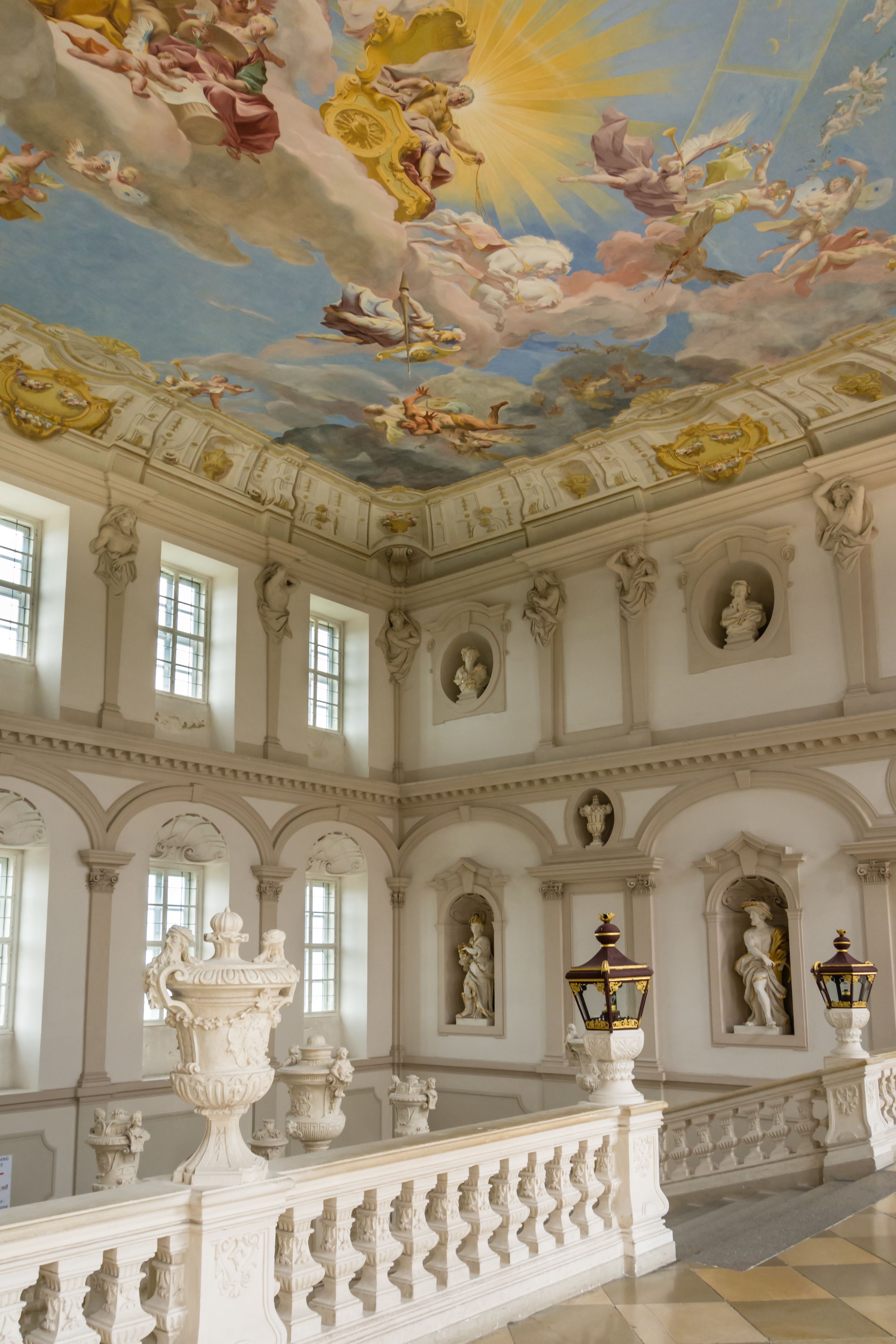
Keizerlijke vertrekken (Kaiserstiege) met de Apotheose van Keizer Karel VI
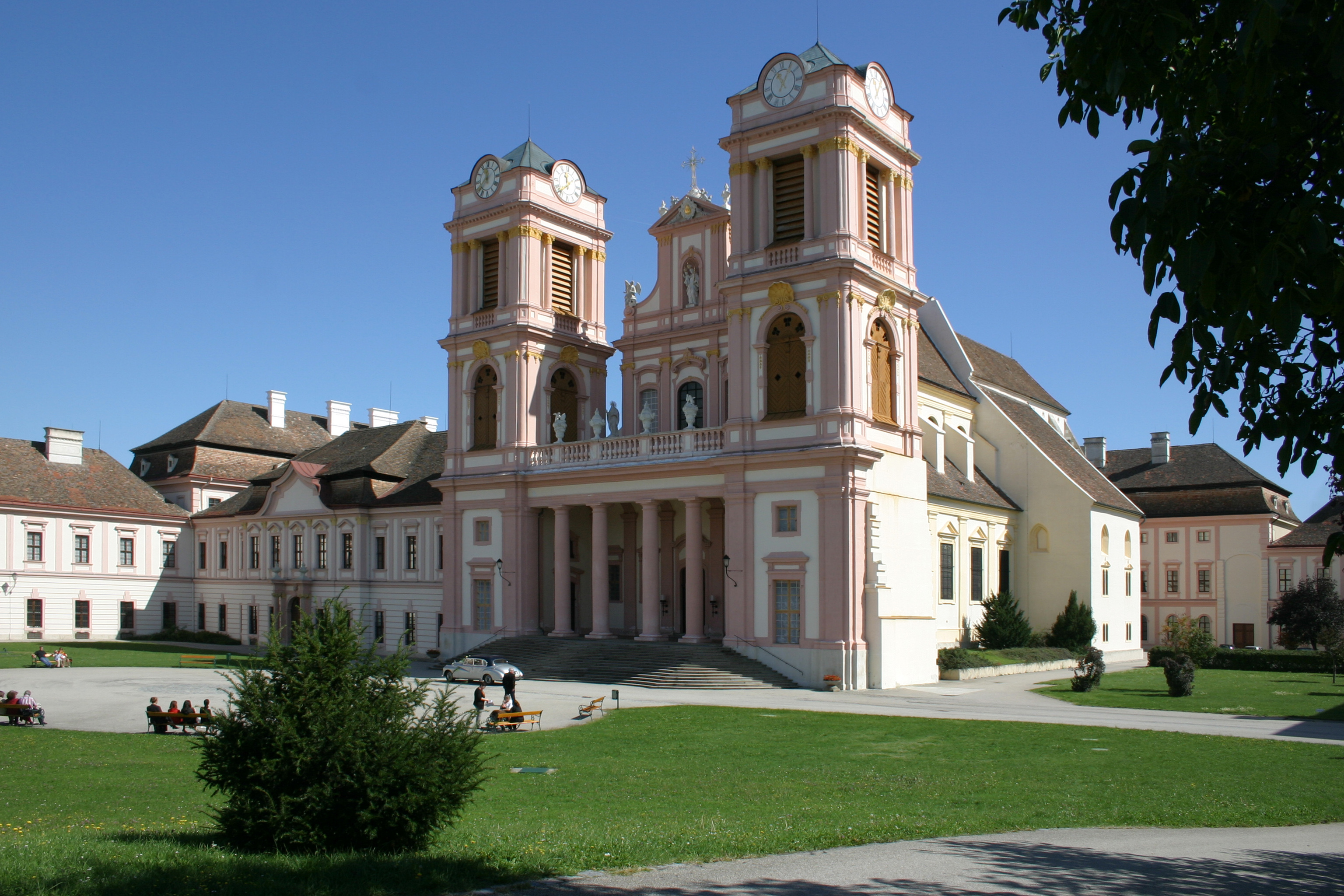
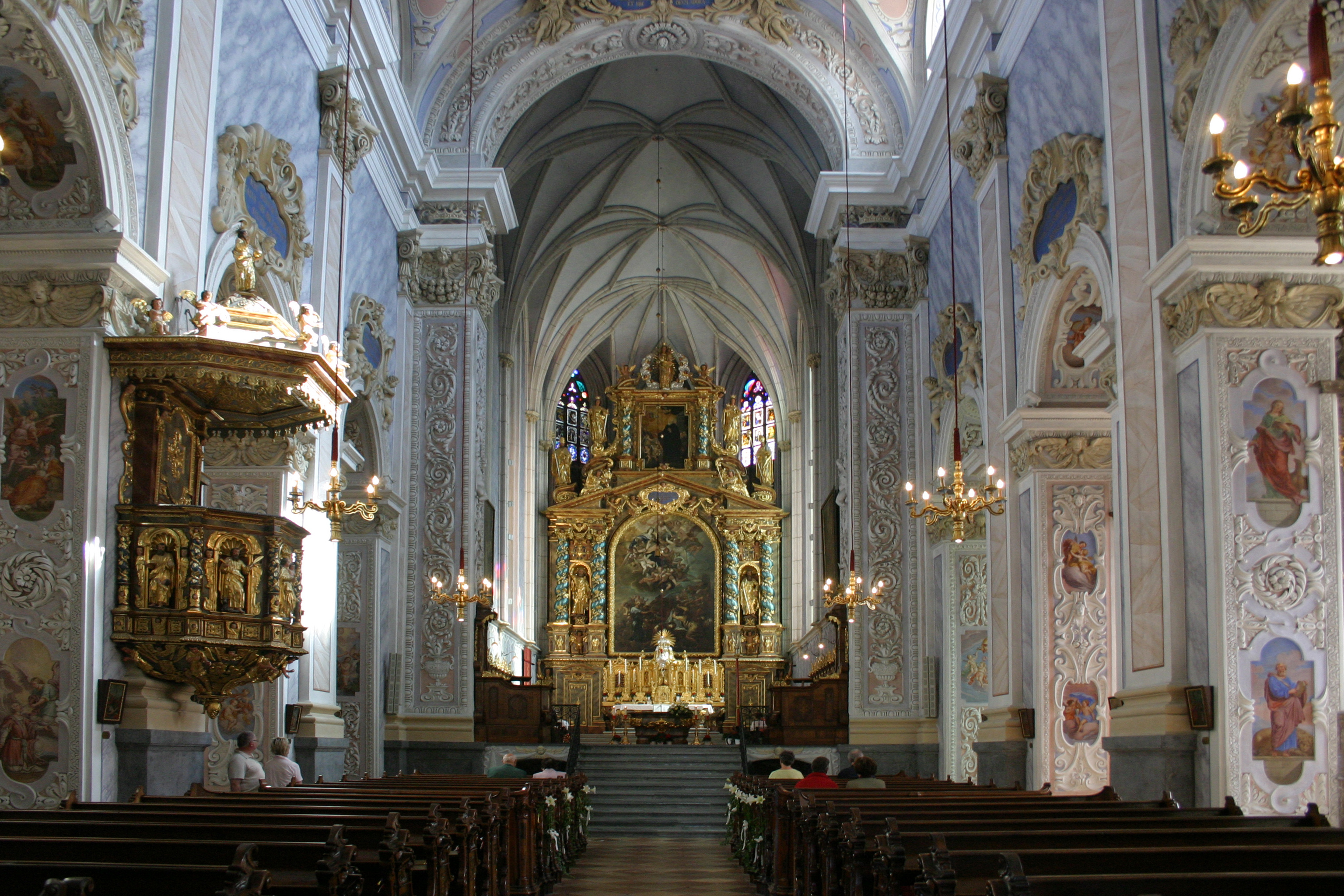
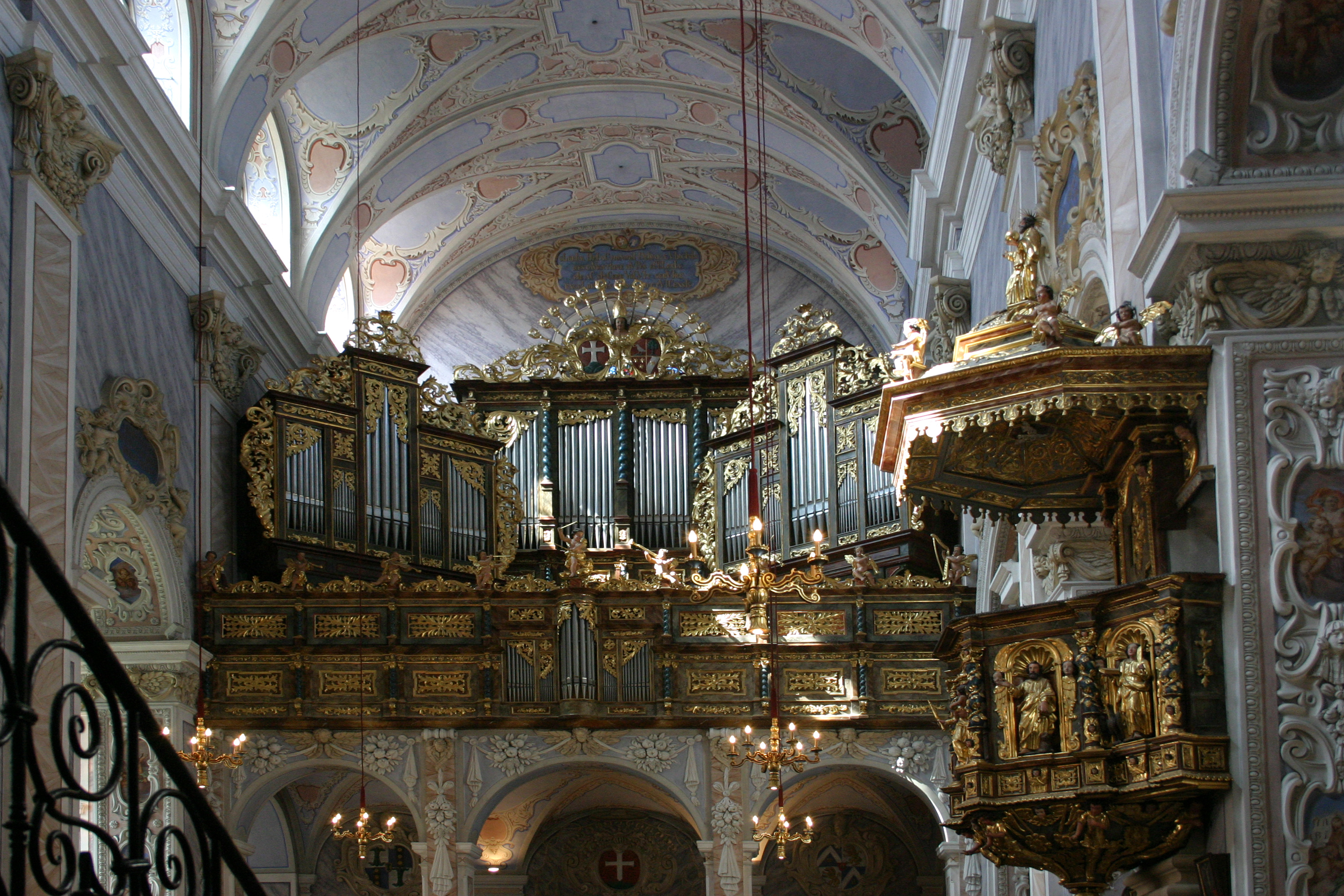
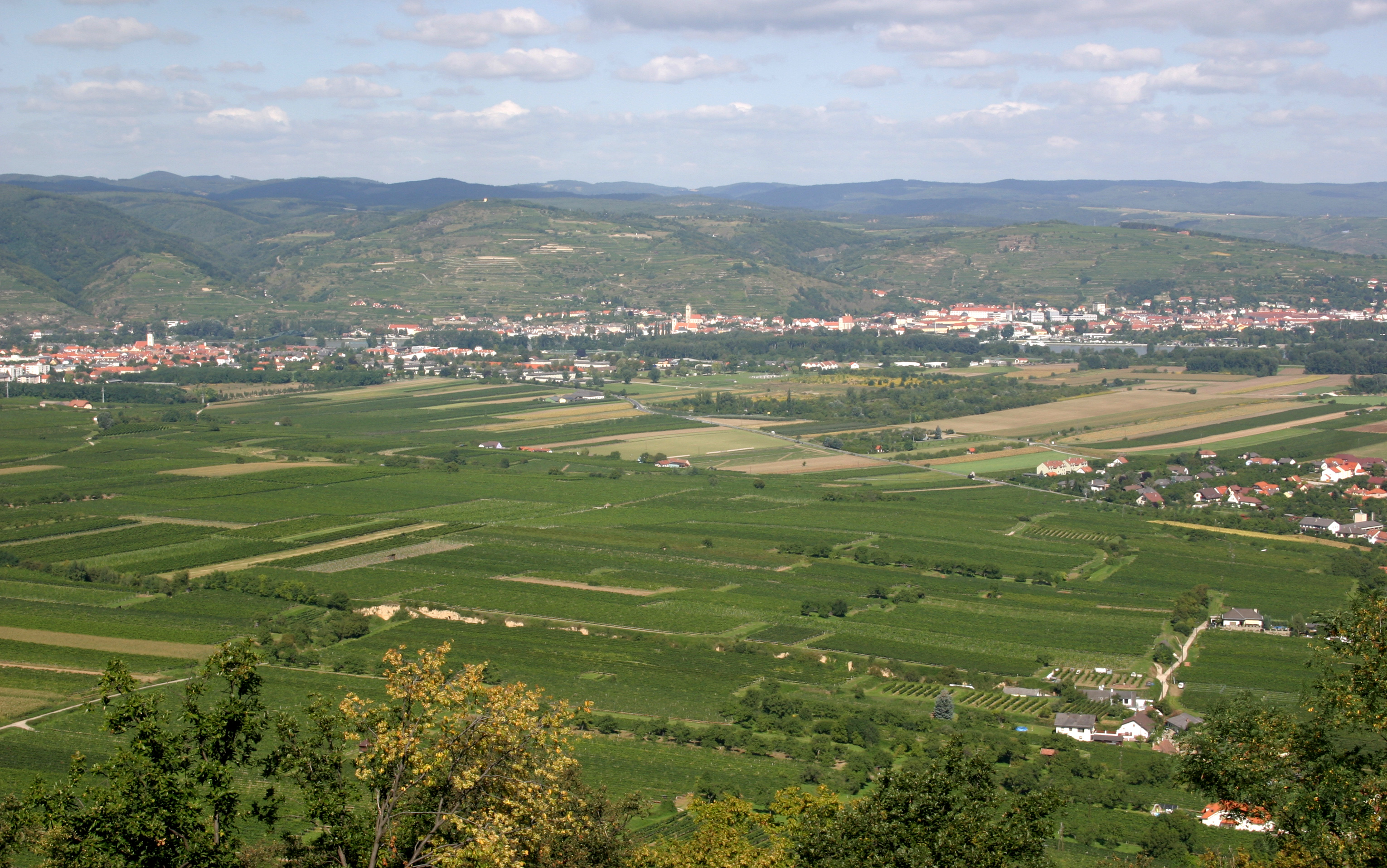